# Бердо 1
Бердо 1 — печера, що знаходиться в місті Чорткові Тернопільської області. Загальна довжина печери — 12 метрів.

## Історія відкриття
Перше повідомлення про печеру з'явилось в газеті «Голос народу» 16 серпня 2019 року Володимиром Добрянським — археологом Чортківщини.

## Дослідження
Названа походить від її місцезнаходження. 
Загальна ширина проходів у печері — 0,9, а висота — 1 метр. 
Печера відноситься до класу карстово-ерозійних та гравітаційних. Стіни та стеля мають вертикальну і горизонтальну тріщинуваність. Дно у печері (наповнювачі) складають відклади глинистого ґрунту, який перемішаний з уламками дрібно- та середньо каліброваного пісковику. Стеля та стіни печери ступінчасті. Екологічний стан у печері відмінний.